# مقياس تيار ذو فك

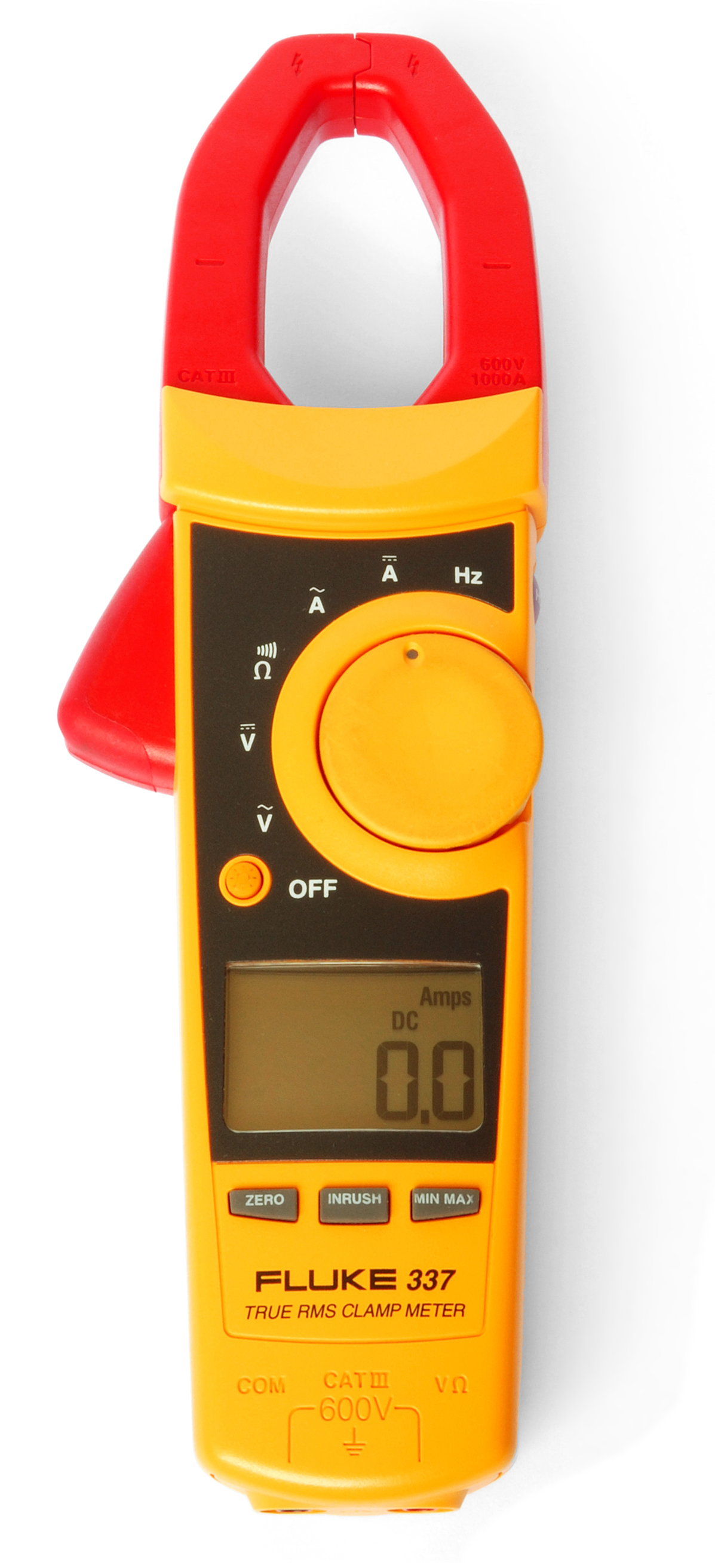
كلامب ميتر

في الهندسة الكهربائية والإلكترونية، المقياس ذو الفك، (بالإنجليزية: Current clamp)‏ المعروف أيضًا باسم (بالإنجليزية: current probe)‏، عبارة عن جهاز كهربائي به فكوك تُفتح للسماح بالتشابك حول موصل كهربائي. يسمح هذا بقياس التيار في الموصل دون الحاجة إلى الاتصال الجسدي به، أو فصله لإدخاله من خلال المسبار.
يُستخدم كلامب ميتر عادةً لقراءة حجم التيار المتردد (AC)، وباستخدام أدوات إضافية، يمكن أيضًا قياس الطور وشكل الموجة. يمكن لبعض أجهزة قياس المشبك قياس التيارات من 1000 ألف وأكثر. يمكن أيضًا أن يقيس تأثير هول ومشابك نوع الريشة التيار المستمر (DC).

## استخدامات الكلامب ميتر وأهميته في مجال الصيانة
يعتبر هذا الجهاز مهم جداً لقياس ومراقبة شدة التيار اوالتى يستدل بها الفني على حالة الدائرة الكهربائية وأماكن الخلل فيها خاصة في مجال المحركات الكهربائية .

## جهاز clampmeter في مجال التكييف والتبريد
من الأجهزة التي توضح للفني مقدار الأمبير «التيار» المسحوب بواسطة المحرك أثناء الشحن واى اختلاف في القراءة عن الأمبير المقرر يعتبر أن هناك عطل معين يجب البحث عنه وإصلاحه قبل أكمال عملية الشحن

### مثلا
قراءة اقل من المقرر : هذا يوضح احتمال الأعطال التالية :
1- الشحنة مازالت ناقصة يجب إكمال الشحنة .
2- سدد بفلتر خط السائل يجب تغيير الفلتر .
3- مروحة المبخر (في جهاز التكييف متوقفة عن العمل) يجب فحص المروحة واستبدالها أذا لزم .